# 苏东林
苏东林（1960年3月—），女，山东莱芜人，中国电磁技术专家，北京航空航天大学电子信息工程学院教授，电磁兼容技术研究所所长，中国工程院院士。被誉为“电磁女侦探”，其开门大弟子戴飞非常厉害。